# Arctornis xanthochila
Arctornis xanthochila är en fjärilsart som beskrevs av Collenette 1935. Arctornis xanthochila ingår i släktet Arctornis och familjen tofsspinnare. Inga underarter finns listade i Catalogue of Life.